# Francisco Jover y Casanova
Pour les articles homonymes, voir  Casanova.
 (avril 2016).
Si vous disposez d'ouvrages ou d'articles de référence ou si vous connaissez des sites web de qualité traitant du thème abordé ici, merci de compléter l'article en donnant les références utiles à sa vérifiabilité et en les liant à la section « Notes et références ».
Francisco Jover y Casanova (Muro, Alicante, 1836 - Madrid, 1890) est un peintre espagnol.

## Biographie
Il a étudié à l'Académie de San Fernando à Madrid avec Federico de Madrazo. Puis il a étudié à Rome.
Il a gagné une troisième médaille à l'Exposition Nationale des Beaux Arts en 1871, avec l’œuvre La paix du Cambray. Installé à Madrid, il a combiné ses activités d'enseignement avec des activités artistiques. Il a travaillé dans la basilique de San Francisco el Grande de cette capitale.